# Elez Biberaj
Elez Biberaj, född den 15 november 1952 i Plav i Montenegro, är en albansk historiker. Biberaj, som föddes i dåvarande Jugoslavien, är bosatt i USA. Han blev filosofie doktor i statsvetenskap vid Columbia University i New York 1985. Han var dessförinnan anställd i albanska sektionen av Voice of America från 1980 och var dess sektionschef 1986–2004. Han är författare till Albania and China: A Study of an Unequal Alliance (1986), Albania: A Socialist Maverick (1990) och Albania in Transition: The Rocky Road to Democracy (1998).